# Gli ammutinati dell'Atlantico
Gli ammutinati dell'Atlantico (Mutiny) è un film del 1952 diretto da Edward Dmytryk.

## Trama
1812. La guerra anglo-americana è appena stata dichiarata e il comandante della marina statunitense James Marshall riceve l'ordine di forzare il blocco inglese per imbarcare a Le Havre (Francia) dieci milioni in lingotti d'oro, che devono servire per far fronte alle spese di guerra. Marshall decide di prendere al suo fianco il Capitano Waldridge, un vecchio amico, ex comandante inglese, destituito dalla marina due anni prima. In Francia Waldridge rivede Leslie, una vecchia fiamma che lo aveva rifiutato; i due si ricongiungono e il capitano decide di portare la donna con sé. Una scialuppa porta a bordo la donna con i suoi bauli e un'ancora. Quando i marinai e la stessa Leslie scoprono che l'oro è nascosto nell'ancora organizzano un ammutinamento in cui viene coinvolto anche Waldridge.

## Produzione
Il film, che si basa su un reale sfondo storico, fu realizzato in soli diciotto giorni di ripresa. Per realizzare le sequenze della battaglia, vennero usati dei modellini in scala delle navi. Fu il primo film che Edward Dmytryk poté dirigere dopo aver testimoniato alla Commissione per le attività antiamericane. In precedenza, il suo nome era stato bandito dall'industria cinematografica perché sospettato di simpatie comuniste, per cui aveva dovuto riparare in Europa per poter lavorare. Tornato negli Stati Uniti con il visto scaduto, era stato arrestato.